# Eurytoma fulvivena
Eurytoma fulvivena är en stekelart som beskrevs av Girault 1928. Eurytoma fulvivena ingår i släktet Eurytoma och familjen kragglanssteklar. Inga underarter finns listade i Catalogue of Life.